# Private Practice
Private Practice er en amerikansk sygehusdrama-tv-serie, der blev sendt på ABC fra 26. september 2007 til 22. januar 2013. Serien er en spin-off af Greys hvide verden og foregår på Seaside Health & Wellness Center (tidligere Oceanside Wellness Group) og fortæller om livet for Dr. Addison Montgomery, spillet af Kate Walsh, da hun forlader Seattle Grace Hospital for at blive medlem af en privat praksis i Los Angeles.